# Paul Schallück
Paul Schallück (Warendorf (Westfalia), 17 de junio de 1922 - Colonia, 29 de febrero de 1976) fue un escritor alemán.

## Primeros años
Sus padres lo inscribieron a los 13 años de edad en un seminario católico, pese a no manifestar ninguna vocación. Dicha formación estaba destinada a que fuera misionero. Sin embargo con el inicio de la Segunda Guerra Mundial fue llamado a filas, incorporándose a la Luftwaffe como operador de radio. El 2 de agosto de 1944 fue herido por la Resistencia en París, herida que le debilitaría durante el resto de su vida. Fue hecho prisionero por los franceses y liberado tras el final del conflicto, el 31 de diciembre de 1945.
En 1946 retornó a sus estudios en la Universidad de Münster, pasando después a la de Colonia. Cursó Germanística y Filosofía. Entre 1949 y 1952 fue crítico de arte y de teatro en Neue Tageblatt y Münstersche Zeitung.

## Carrera literaria
En 1951 publicó su primera novela Wenn mann aufhören könnte zu lügen, basada en sus propias experiencias en la guerra. En 1952 contrajo matrimonio en París con Ilse Nelsen, una librera de Colonia. En 1953 publicó una segunda novela, Ankunft null Uhr zwölf, y una tercera en 1954, Die unsichtbare Pforte. En 1959 publicó Engelbert Reinecke y Don Quichotte in Köln.
Sus novelas tratan sobre la guerra y sobre la lucha moral contra la injusticia y la mentira. Esta lucha moral también se trata en su obra poética (Hierzulande und anderswo, 1974).

## Vida pública
Entre 1952 y 1964 asistió a las reuniones del Grupo 47. En 1958 fundó con Heinrich Böll la Sociedad para la Cooperación de Judíos y Cristianos (Gesellschaft für Christlich-Jüdische Zusammenarbeit).  En ese mismo año participó en marchas contra las armas nucleares. En 1959 colaboró también con Heinrich Böll en la fundación de Germania Judaica, biblioteca que trataba de reunir obras sobre la historia de los judíos. Durante el Año Nuevo de 1961-62 visitó Israel, experiencia que reflejó en Israel-Gedichten.
En 1969 hizo campaña a favor del SPD, y escribió en discurso que Willy Brandt leyó en 1970 ante la Asociación de Escritores de Alemania. Promovió las relaciones culturales franco-alemanas. En 1973 recibió el premio Nelly Sachs.